# William Tell
William Tell er en fransk stumfilm fra 1903 af Lucien Nonguet.

## Medvirkende
- Edmond Boutillon som Albrecht Gessler